# Villa Rosaura
Villa Rosaura es una serie de televisión de 13 episodios, dirigida por Manuel Ripoll y emitida por Televisión española en 1994.

## Argumento
Rosaura y Andrés forman un matrimonio nada convencional. Viven en una casa de la calle del Tren, 11. Aparentemente podrían no distinguirse de otras familias de clase humilde españolas. Sólo que la casa la han ocupado por la ausencia de su propietario (un embajador australiano) y para poder sobrevivir deben recurrir a todo tipo de triquiñuelas, legales o no: Desde el pequeño timo hasta el hurto en el supermercado para conseguir la comida gratis. Conviven con ellos su hijo Pedrito, el abuelo Jaime y Lolita su sobrina llegada del pueblo para ingresar en el Cuerpo de Policía Municipal. Don Cosme es el capo de la banda.

## Reparto
- Rosa María Sardà, Rosaura.
- Ferran Rañé, Andrés.
- Rafael Castejón, Jaime.
- Raúl Fraire, Don Cosine.
- Eva Isanta, Lolita.
- Álvaro Ramos. Pedrito.

## Ficha Técnica
- Director: Manuel Ripoll.
- Guiones: Pedro Montero.
- Productor: José Luis Rodríguez Puértolas, Santiago Castellanos.
- Música: Gustavo Ros.